# Савин, Геннадий Иванович
Генна́дий Ива́нович Са́вин (род. 15 января 1948 года, Дзауджикау, Северо-Осетинская АССР) — советский и российский учёный, доктор физико-математических наук, специалист в области создания систем моделирования сложных процессов и автоматизации проектирования, академик РАН (2000), член Президиума Российской академии наук, заведующий кафедрой высокопроизводительных вычислительных систем МФТИ.

## Этапы биографии
- Окончил ФУПМ МФТИ в 1971 году[2]
- В 1978 году защитил диссертацию на соискание учёной степени кандидат физико-математических наук.
- В 1981 году удостоен Премии Совета Министров СССР
- В 1982 году Г. И. Савину была присуждена степень доктора физико-математических наук, а в 1983 году — звание профессора.
- 15 декабря 1990 года избран членом-корреспондентом РАН в отделение информатики, вычислительной техники и автоматизации по специальности «САПР в машиностроении».
- 26 мая 2000 года избран академиком РАН по отделению математических наук.

С 1975 года работает по совместительству на кафедре исследования операций факультета ВМК МГУ в должностях: ассистента (1975-1986), доцента (1986-1988), профессора (с 1988).

## Занимаемые должности
- Главный редактор журнала «Автоматизация проектирования»
- Заведующий кафедрой высокопроизводительных вычислений МФТИ
- Директор Межведомственного суперкомпьютерного центра
- Главный научный сотрудник «Вычислительного центра РАН»